# Sametinget (Ryssland)
Sametinget på Kolahalvön, Kuelnegk Soamet Sobbar, är en representativ församling för samer i Ryssland.
Sametinget på Kolahalvön, som inrättades i Murmansk i december 2010, består av nio ledamöter. Dessa har röstats fram av delegater, representerande samebyar i Murmansk oblast. Sametingets grundande hade föregåtts av den första kongressen för samer i hela Murmansk Oblast, vilken hölls i Olenegorsk år 2008.
Sametingets ordförande är Valentina Sovkina från Lovozero.
Flertalet av de omkring, enligt folkräkningen år 2002, 2.000 samerna i Ryssland bor i Murmansk, Lovozero, Revda, Montsjegorsk, Apatity och Olenegorsk. En del bor också i småstäderna Murmashii, Shongui, Verkhnetulomsk och Loparskaja mellan Murmansk och Lovozero och i byar på tundran som Krasnoschelle, Sosnovka och Kanevka.
Det har talats fyra samiska språk i Ryssland. Idag bedöms kildinsamiska talas av 300-700 personer, skolt- och tersamiska av färre än 20 personer medan akkalasamiska av allt att döma är utdött.